# 1192 (szám)
Az 1192 (római számmal: MCXCII) az 1191 és 1193 között található természetes szám.

## A szám a matematikában
A tízes számrendszerbeli 1192-es a kettes számrendszerben 10010101000, a nyolcas számrendszerben 2250, a tizenhatos számrendszerben 4A8 alakban írható fel.
Az 1192 páros szám, összetett szám. Kanonikus alakja 23 · 1491, normálalakban az 1,192 · 103 szorzattal írható fel. Nyolc osztója van a természetes számok halmazán, ezek növekvő sorrendben: 1, 2, 4, 8, 149, 298, 596 és 1192.
Érinthetetlen szám: nem áll elő pozitív egész számok valódiosztóösszeg-függvényeként.

## Csillagászat
- 1192 Prisma kisbolygó